# Еквідистантна циліндрична проєкція

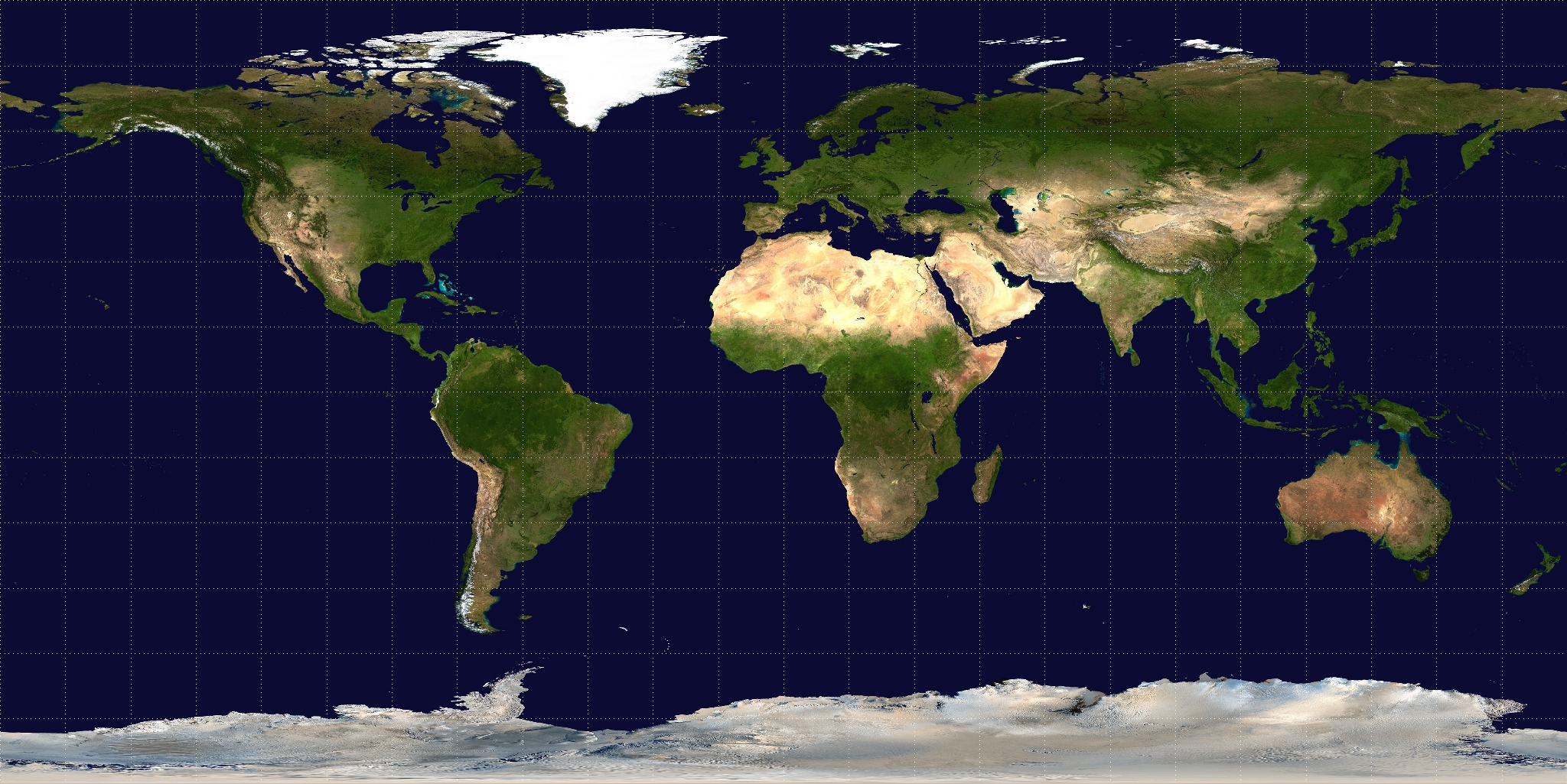
Земна куля в географічній проєкції; екватор є стандартною паралелю.

Еквідистантна циліндрична проєкція, географічна проєкція,або plate carrée projection, або carte parallelogrammatique projection або, скорочено CPP) — одна із найпростіших картографічних проєкцій, авторство якої приписується Марінусу з Тіра, який, за твердженнями Птоломея винайшов цю проєкцію приблизно в 100 н.е. Проєкція відображає меридіани на вертикальні лінії з однаковою відстанню, а паралелі на горизонтальні лінії з однаковою відстанню.

## Визначення
{\displaystyle x=\lambda \cos(\phi _{1})\,}
{\displaystyle y=\phi \,}
де
{\displaystyle \lambda \,} довгота від центрального меридіану проєкції,
{\displaystyle \phi \,} широта,
{\displaystyle \phi _{1}\,} стандартні паралелі (на північ та на південь від екватора) де дотримується масштаб проєкції.
Слід звернути увагу на те, що з правої сторони рівнянь, координати {\displaystyle \lambda } та {\displaystyle \phi } є лінійними а не кутовими. Точка {\displaystyle (0,0)} знаходиться в центрі отриманої проєкції (зокрема, це вимагає області визначення {\displaystyle [-\pi ,\pi ]} а не {\displaystyle [0,2\pi ]}). Ця проєкція відображає широту та довготу безпосередньо на x та y.
Окремим випадком є фр. plate carrée (плоский квадрат), коли {\displaystyle \phi _{1}} дорівнює нулю.

## Застосування
Проєкція не зберігає площі регіонів.  Через спотворення, які вносить ця проєкція, вона мало застосовується у навігації або для кадастрів.  Натомість, основним її застосуванням є тематичні карти.  Зокрема plate carrée стала стандартом де-факто для комп'ютерних програм, що обробляють проєкції Земної кулі, таких як Celestia та NASA World Wind, через тривіальний зв'язок між пікселями на зображенні та географічними координатами.